# الحريدية البحرية
قرية الحريدية البحرية هي إحدى القرى التابعة لمركز طهطا بمحافظة سوهاج في جمهورية مصر العربية. حسب إحصاءات سنة 2006، بلغ إجمالي السكان في الحريدية البحرية 2989 نسمة، منهم 1604 رجل و1385 امرأة.